# Enicospilus donahuei
Enicospilus donahuei là một loài tò vò trong họ Ichneumonidae.